# Vícov
Vícov – gmina w Czechach, w powiecie Prościejów, w kraju ołomunieckim. Według danych z dnia 1 stycznia 2012 liczyła 491 mieszkańców.
W miejscowości znajdują się ruiny XIV-wiecznego zamku.